# ظلام (مسلسل)
دارك أو ظلام (بالألمانية: Dark) هو مسلسل تلفزيوني خيال علمي ألماني مُثير من تأليف الثنائي باران بو أودر ويانتيه فريزه. استمر المسلسل لثلاثة مواسم من عام 2017 إلى عام 2020.تدور أحداثه حول شخصيات مضطربة من مدينة فيندن الخيالية في ألمانيا، وهم يسعون وراء الحقيقة في أعقاب اختفاء طفل. يتتبع المسلسل علاقات أربع عائلات متباعدة لكشف مؤامرة شريرة للسفر عبر الزمن تمتد لأجيال عديدة. يستكشف المسلسل الآثار الوجودية للوقت وتأثيره على الطبيعة البشرية والحياة. يضم المسلسل طاقمًا من الممثلين بقيادة لويس هوفمان.
دارك هو أول مسلسل أصلي من إنتاج نتفليكس باللغة الألمانية؛ عُرض لأول مرة على خدمة بث نتفليكس في 1 ديسمبر 2017. تم إصدار الموسم الثاني في 21 يونيو 2019، بينما تم إصدار الموسم الثالث والأخير في 27 يونيو 2020.
حظي مسلسل "دارك" بإشادة النقاد بفضل الأداء التمثيلي، الإخراج، الكتابة، النغمة، مؤثراته البصرية، موضوعاته، وموسيقاه التصويرية، طموحه وتعقيد سرد أحداثه. أشاد الكثيرون بهيكله السردي المعقد، والذي تطلب من المشاهدين الانتباه للتفاصيل لفهم الروابط المعقدة بين الشخصيات والجداول الزمنية. كما أشادوا بوتيرة المسلسل البطيئة، ومؤثراته البصرية الجذابة، ومواضيعه الفلسفية، لارتفاعه إلى مستوى يتجاوز الأعمال التقليدية في هذا النوع. وأشاد النقاد بإخراج المسلسل، الذي أشرف عليه باران بو أودر، لاهتمامه الدقيق بالتفاصيل، والمزاج، ونبرته، مما خلق جوًا غريبًا مليئًا بالتوتر ساهم في نجاح المسلسل.
تم الاعتراف بمسلسل "دارك" لقصته الطموحة، ورُشِّح وفاز بالعديد من الجوائز. في عام 2021، صنفت هيئة الإذاعة البريطانية (BBC) المسلسل في المرتبة 58 بين أعظم المسلسلات التلفزيونية في القرن الحادي والعشرين.

## الملخص
في العام 2019، يشعل اختفاء فتًى نيران الفزع في سكان بلدة «فيندن»، وهي بلدة ألمانية صغيرة لها ماضٍ مأساوي وغريب. يتسبب الطفل المفقود في انطلاق أربع عائلات في رحلة بحث محمومة للحصول على إجابات بينما يكشفون عن لغز يربط بين جميع الشخصيات في جميع الأزمنة أنهك العقول وحيّر ثلاثة أجيال عبر بوابة زمنية داخل كهف فيندن.
يبدأ الأطفال في الاختفاء من مدينة فيندن الألمانية، مما يسلط الضوء على العلاقات الممزقة، والحياة المزدوجة، والماضي المظلم لأربع عائلات تعيش هناك، ويُكشف عن لغز يمتد لأربعة أجيال.
يبدأ الموسم الأول في عام 2019، لكنه ينمو لاحقًا ليشمل عامي 1986 و1953 عن طريق السفر عبر الزمن، عندما يدرك أفراد العائلات المركزية في المسلسل وجود ثقب دودي في نظام الكهف أسفل محطة الطاقة النووية المحلية. خلال الموسم الأول، تم الكشف عن الأسرار المتعلقة بعائلات كانوالد ونيلسن ودوبلر وتيدمان، وبدأت حياتهم في الانهيار عندما تنكشف روابطهم. المؤامرة تتعلق بالأطفال المفقودين وتاريخ البلدة ومواطنيها.
يواصل الموسم الثاني محاولات العائلات المتشابكة للم شمل أحبائهم المفقودين، بعد عدة أشهر من نهاية الموسم الأول، في أعوام 2020 و1987 و1954 على التوالي. تم تعيين خطوط قصة إضافية في عامي 2053 و1921. يقدم الموسم الثاني جماعة هكدا خُلق العالم (Sic Mundus Creatus)، وهي فصيل رئيسي في المعركة المستمرة من أجل المصير النهائي لشعب فيندن والعالم. يُعد الموسم تنازليًا نحو نهاية العالم.
يتبع الموسم الثالث العائلات الأربع عبر الزمن في أعقاب نهاية العالم في عام 2020. حيث يُقدم عالماً موازياً مُقيّداً بالعالم الأول. يستمر الموسم الثالث في الأحداث بين أعوام 1954 و1987 و2020 و2053 في العالم الأول، مع إضافة قصة جديدة لأعوام 1888 و2019 و2052 في العالم الثاني، حيث تُعزز الفصائل رغباتها الخاصة لكل عالم. يعرض الموسم أيضًا الأحداث الرئيسية بين كل هذه السنوات، ويستمر في أحداث الموسم بينما يعمل أيضًا كخلفية لأحداث الموسمين الأولين.

## طاقم العمل والشخصيات
يُقام الموسم الأول في المقام الأول في عام 2019 ولكنه يتسع ليشمل قصصًا تم تعيينها في 1986 و1953 و – في المشهد الأخير من الموسم الأول – 2052، مع العديد من الشخصيات التي تم تصويرها في أعمار مختلفة من قبل ممثلين متعددين.
يحدث الموسم الثاني بعد عدة أشهر من الموسم الأول، حيث يصور القصص الأولية في 2020 و1987 و1954 على التوالي، مع استمرار القصة المحددة في المستقبل إلى 2053، وإضافة قصة خامسة، تم وضعها في عام 1921. يُقدم الموسم الثالث قصة مقرها عام 1888 وواقع موازٍ يضم نسخًا بديلة للعديد من الشخصيات الرئيسية.

### الشخصيات الأساسية
| الشخصية                                                  | مرحلة الحياة | الوصف | الممثل                | المواسم         | المواسم         | المواسم         |
| الشخصية                                                  | مرحلة الحياة | الوصف | الممثل                | 1               | 2               | 3               |
| -------------------------------------------------------- | ------------ | --- | --------------------- | --------------- | --------------- | --------------- |
| يوناس كانوالد                                            | الطفل        | الفتى الصغير | يوناس جيرزابيك        | Does not appear | Does not appear | دور شرفي        |
| يوناس كانوالد                                            | المراهق      | طالب بالمرحلة الثانوية يكافح مع انتحار والده. مصلحة حب مارثا.                                                                                                   | لويس هوفمان           | بطولة           | بطولة           | بطولة           |
| يوناس كانوالد                                            | الراشد       | مسافر عبر الزمن، المعروف أيضا باسم «الغريب» | أندرياس بيتشمان       | بطولة           | بطولة           | بطولة           |
| يوناس كانوالد                                            | المسن        | قائد جماعة هكذا خلق العالم، المعروف بـ«آدم» | ديتريش هالندربامر     | Does not appear | بطولة           | بطولة           |
| هانا كانوالد                                             | المراهقة     | هانا كروجر، ابنة سيباستيان كروجر، الفتاة الصغيرة الكتومة | إيلا لي               | بطولة           | دور شرفي        | دور شرفي        |
| هانا كانوالد                                             | الراشدة      | والدة يوناس وزوجة مايكل، أخصائية العلاج بالتدليك؛ والدة سيلجا تيدمان                                                                                            | مايا شونه             | بطولة           | بطولة           | بطولة           |
| إيناس كانوالد                                            | المراهقة     | الفتاة الصغيرة | لينا أورزيندوسكي      | دور مساعد       | Does not appear | دور شرفي        |
| إيناس كانوالد                                            | الراشدة      | والدة ميكيل بالتبني، ممرضة | آن رات بول            | بطولة           | بطولة           | دور شرفي        |
| إيناس كانوالد                                            | المسنة       | جدة يوناس المُبعدة | أنجيلا وينكلر         | بطولة           | Does not appear | Does not appear |
| دانيال كانوالد                                           | الراشد       | والد إيناس، رئيس شرطة فيندن | فلوريان بانزنر        | بطولة           | دور شرفي        | دور شرفي        |
| مارثا نيلسن                                              | الطفل        | الفتاة الصغيرة | لونا أروين كروجر      | Does not appear | Does not appear | دور شرفي        |
| مارثا نيلسن                                              | المراهقة     | طفلة أولريش وكاتارينا الوسطى، صديقة بارتوش وتحب يوناس | ليزا فيكاري           | بطولة           | بطولة           | بطولة           |
| مارثا نيلسن                                              | الراشدة      | ناجية من صراع الفناء في العالم البديل، عضوة في ليكن هناك ضوء، والمعروفة باسم «الأنثى الغريبة»                                                                   | نينا كرونجيجر         | Does not appear | Does not appear | بطولة           |
| مارثا نيلسن                                              | المسنة       | زعيمة ليكن هناك ضوء المعروف بـ«إيفا» | باربرا نوسي           | Does not appear | Does not appear | بطولة           |
| ماغنوس نيلسن                                             | المراهق      | أكبر أبناء أولريتش وكاثارينا، صديق فرانشيسكا دوبلر | موريتز جان            | بطولة           | بطولة           | بطولة           |
| ماغنوس نيلسن                                             | الراشد       | عضو في جماعة هكذا خلق العالم | ولفرام كوخ            | Does not appear | دور مساعد       | بطولة           |
| ميكيل نيلسن                                              | الطفل        | أصغر أبناء أولريش وكاتارينا، الذي فُقد في عام 2019 وظهر في عام 1986                                                                                              | دان لينارد ليبرينز    | بطولة           | بطولة           | بطولة           |
| ميكيل نيلسن                                              | الراشد       | زوج هانا ووالد يوناس يدعى مايكل كانوالد، الفنان الذي انتحر في افتتاحية المسلسل                                                                                  | سيباستيان رودولف      | بطولة           | دور شرفي        | دور شرفي        |
| أولريش نيلسن                                             | المراهق      | طالب في مدرسة ثانوية يعاني بعد اختفاء شقيقه | لودجر بوكيلمان        | بطولة           | Does not appear | دور شرفي        |
| أولريش نيلسن                                             | الراشد       | زوج كاثرينا؛ ووالد ماغنوس، ومارثا، ميكيل؛ ضابط شرطة | أوليفر ماسوتشي        | بطولة           | بطولة           | بطولة           |
| أولريش نيلسن                                             | المسن        | مريض في جناح الطب النفسي، المعروف باسم «المفتش». | وينفريد جلاتزيد       | Does not appear | بطولة           | دور مساعد       |
| كاثارينا نيلسن                                           | المراهقة     | صديقة أولريتش، طالبة في المدرسة الثانوية | نيلي تريبس            | بطولة           | دور شرفي        | دور مساعد       |
| كاثارينا نيلسن                                           | الراشدة      | زوجة أولريش ووالدة ماغنوس، ومارثا، وميكيل؛ مدير المدرسة الثانوية                                                                                                | يوردس تريبل           | بطولة           | بطولة           | بطولة           |
| ترونت نيلسن                                              | المراهق      | نجل أغنيس، الذي وصل حديثًا إلى فيندن | جوشيو مارلون          | دور مساعد       | دور شرفي        | دور شرفي        |
| ترونت نيلسن                                              | الراشد       | زوج جانا والد أولريش ومادز؛ صحفي | فيليكس كرامر          | بطولة           | Does not appear | دور شرفي        |
| ترونت نيلسن                                              | المسن        | زوج جانا ووالد أولريتش؛ وجد ماغنوس، ومارثا، وميكيل | والتر كريي            | بطولة           | دور شرفي        | دور مساعد       |
| جانا نيلسن                                               | المراهقة     | الفتاة الصغيرة | ريك سيندلر            | دور مساعد       | Does not appear | دور شرفي        |
| جانا نيلسن                                               | الراشدة      | زوجة ترونت؛ وأم أولريش ومادز | آن ليبينسكي           | بطولة           | Does not appear | دور شرفي        |
| جانا نيلسن                                               | المسنة       | زوجة ترونت؛ أم أولريش وجدّة ماغنوس، ومارثا، وميكيل | تاتجا سيبت            | بطولة           | دور شرفي        | Does not appear |
| هيلين ألبيرز                                             | الطفل        | الفتاة الشابة الحامل | مارييلا أومان         | Does not appear | Does not appear | دور شرفي        |
| هيلين ألبيرز                                             | الراشدة      | والدة كاتارينا السيئة؛ الممرضة النفسية | كاثرينا سبيرينج       | Does not appear | دور شرفي        | بطولة           |
| أغنس نيلسن                                               | الطفل        | ابنة بارتوش وسيليا؛ أخت نوح الصغرى | هيلينا بيسكي          | Does not appear | دور شرفي        | Does not appear |
| أغنس نيلسن                                               | الراشدة      | والدة ترونت، عادة حديثًا إلى فيندن | أنتيه تراوي           | بطولة           | دور مساعد       | دور مساعد       |
| فرانشيسكا دوبلر                                          | المراهقة     | ابنة بيتر وشارلوت، شقيقة إليزابيث الكبرى، حبيبة ماغنوس نيلسن | جينا أليس ستيبتز      | بطولة           | بطولة           | بطولة           |
| فرانشيسكا دوبلر                                          | الراشدة      | عضوة في جماعة هكذا خلق العالم | كارينا فايسه          | Does not appear | بطولة           | بطولة           |
| إليزابيث دوبلر                                           | الطفل        | ابنة بيتر وشارلوت الصمّاء، الشقيقة الصغرى لفرانشيسكا | كارلوتا فون فالكنهاين | بطولة           | بطولة           | بطولة           |
| إليزابيث دوبلر                                           | الراشدة      | والدة شارلوت، قائدة الناجين من نهاية العالم في فيندن | ساندرا بورجمان        | Does not appear | بطولة           | بطولة           |
| بيتر دوبلر                                               | المراهق      | ابن هيليغا الذي سافر إلى فيندن بعد وفاة والدته | بابلو ستريبيك         | Does not appear | Does not appear | دور شرفي        |
| بيتر دوبلر                                               | الراشد       | زوج شارلوت؛ ووالد فرانشيسكا وإليزابيث؛ طبيب يوناس النفسي | ستيفان كامبويرث       | بطولة           | بطولة           | بطولة           |
| شارلوت دوبلر                                             | المراهقة     | فتاة يتيمة تربت من قبل وصيها إتش جي تانهاوز | ستيفاني أماريل        | بطولة           | Does not appear | دور شرفي        |
| شارلوت دوبلر                                             | الراشدة      | زوجة بيتر؛ والدة فرانشيسكا وإليزابيث؛ رئيسة شرطة فيندن | كارولين ايشورن        | بطولة           | بطولة           | بطولة           |
| هيليغا دوبلر                                             | الطفل        | بيرند وابن جريتا | توم فيليب             | بطولة           | دور مساعد       | دور مساعد       |
| هيليغا دوبلر                                             | الراشد       | والد بيتر، حارس محطة توليد الكهرباء | بيتر شنايدر           | بطولة           | دور مساعد       | دور شرفي        |
| هيليغا دوبلر                                             | المسن        | مريض في قسم الأمراض النفسية | هيرمان باير           | بطولة           | Does not appear | بطولة           |
| بيرند دوبلر                                              | الراشد       | زوج غريتا، والد هيليغا، مؤسس محطة توليد الكهرباء | أناتول تاوبمان        | بطولة           | Does not appear | دور شرفي        |
| بيرند دوبلر                                              | المسن        | والد هيليغا، المدير السابق لمحطة الطاقة | مايكل مندل            | دور مساعد       | دور شرفي        | دور شرفي        |
| غريتا دوبلر                                              | الراشدة      | زوجة بيرند، والدة هيليغا | كورديليا ويج          | بطولة           | دور مساعد       | دور شرفي        |
| إتش جي تانهاوز                                           | الراشد       | صانع الساعات | أرند كلاويتر          | بطولة           | دور شرفي        | دور مساعد       |
| إتش جي تانهاوز                                           | المسن        | الوصي على شارلوت، وصانع ساعات، ومحاضر في الفيزياء النظرية، ومؤلف كتاب رحلة عبر الزمن                                                                            | كريستيان شتاير        | بطولة           | دور شرفي        | بطولة           |
| بارتوش تيديمان                                           | المراهق      | ابن ريغينا ألكساندر، الصديق المقرب ليوناس وحبيب مارثا | بول لوكس              | بطولة           | بطولة           | بطولة           |
| بارتوش تيديمان                                           | الراشد       | والد نوح وأغنيس؛ عضو في جماعة هكذا خلق العالم | رومان كنيكا           | Does not appear | دور شرفي        | دور مساعد       |
| ريغينا تيديمان                                           | المراهقة     | ابنة كلوديا وبيرند | ليديا ماكريدس         | بطولة           | بطولة           | دور شرفي        |
| ريغينا تيديمان                                           | الراشدة      | زوجة ألكساندر، والدة بارتوش، مديرة فندق | ديبورا كوفمان         | بطولة           | بطولة           | بطولة           |
| ألكساندر تيديمان (بوريس نيوالد، فيما بعد ألكساندر كوهلر) | المراهق      | شاب من غيسن، ولد باسم بوريس نيوالد | بيلا جابور لينز       | دور شرفي        | دور شرفي        | دور شرفي        |
| ألكساندر تيديمان (بوريس نيوالد، فيما بعد ألكساندر كوهلر) | الراشد       | زوج ريجينا (بعد أن أخذ اسم عائلتها في الزواج)، والد بارتوش ومدير محطة توليد الكهرباء                                                                            | بيتر بنديكت           | بطولة           | بطولة           | بطولة           |
| كلوديا تيديمان                                           | الطفل        | ابنة إيغون ودوريس، معلمة هيليغا | جويندولين جوبيل       | بطولة           | دور شرفي        | دور شرفي        |
| كلوديا تيديمان                                           | الراشدة      | والدة ريغينا، مديرة محطة توليد الكهرباء | جوليكا جنكينز         | بطولة           | بطولة           | بطولة           |
| كلوديا تيديمان                                           | المسنة       | معلمة يوناس ونوح؛ مسافرة عبر الزمن | ليزا كروزار           | دور مساعد       | بطولة           | دور مساعد       |
| إيغون تيدمان                                             | الراشد       | زوج دوريس؛ والد كلوديا، ضابط شرطة | سيباستيان هولك        | بطولة           | دور مساعد       | دور مساعد       |
| إيغون تيدمان                                             | المسن        | والد كلوديا، كبير مفتشي الشرطة وقريب من التقاعد | كريستيان باتزولد      | بطولة           | بطولة           | دور مساعد       |
| دوريس تيديمان                                            | الراشدة      | أم كلوديا وزوجة إيغون | لويز هاير             | بطولة           | دور شرفي        | دور شرفي        |
| نوح (هانو تاوبر)                                         | الطفل        | ابن بارتوش وسيليا | تيل باتز              | Does not appear | Does not appear | دور شرفي        |
| نوح (هانو تاوبر)                                         | المراهق      | ابن بارتوش. شقيق أغنيس الأكبر، وأحد أتباع جماعة هكذا خلق العالم                                                                                                 | ماكس شيملبفينيغ       | Does not appear | بطولة           | بطولة           |
| نوح (هانو تاوبر)                                         | الراشد       | والد شارلوت البيولوجي. كاهن وعضو في جماعة هكذا خلق العالم | مارك واشكي            | بطولة           | بطولة           | بطولة           |
| سيليا تيدمان                                             | الطفل        | ابنة هانا وإيغون، أخت يوناس وكلوديا غير الشقيقة | أورورا دروسي          | Does not appear | Does not appear | دور شرفي        |
| سيليا تيدمان                                             | المراهقة     | مترجمة إليزابيث، المعروف باسم «فتاة من المستقبل» | ليا فان أكين          | دور شرفي        | بطولة           | بطولة           |
| سيليا تيدمان                                             | الراشدة      | والدة نوح وأغنيس | ليسي بيرنثالر         | Does not appear | Does not appear | دور شرفي        |
| الغير معروف                                              | الطفل        | ابن يوناس ومارثا؛ عضو في ليكن هناك ضوء، يعتقد أنه أصل الاضطرابات في الوقت المناسب. يعمل المجهولون الثلاثة معًا لضمان حدوث نهاية العالم في كل من عوالم آدم وإيفا. | كلود هاينريش          | Does not appear | Does not appear | بطولة           |
| الغير معروف                                              | الراشد       | ابن يوناس ومارثا؛ عضو في ليكن هناك ضوء، يعتقد أنه أصل الاضطرابات في الوقت المناسب. يعمل المجهولون الثلاثة معًا لضمان حدوث نهاية العالم في كل من عوالم آدم وإيفا. | جاكوب ديل             | Does not appear | Does not appear | بطولة           |
| الغير معروف                                              | المسن        | ابن يوناس ومارثا؛ عضو في ليكن هناك ضوء، يعتقد أنه أصل الاضطرابات في الوقت المناسب. يعمل المجهولون الثلاثة معًا لضمان حدوث نهاية العالم في كل من عوالم آدم وإيفا. | هانز ديل              | Does not appear | Does not appear | بطولة           |
| دبليو. كلوزين                                            | الراشد       | اتصل مفتش شرطة بفيندن للتحقيق في الأشخاص المفقودين لعام 2019. شقيق ألكساندر كوهلر الحقيقي                                                                       | سيلفستر غروث          | Does not appear | بطولة           | Does not appear |

### ظهروا بشكل متواتر
- جينيفر أنتوني بدور أولا أوبيندورف، والدة إريك أوبيندورف في عام 2019 (الموسم 1)
- نيلز برونكورست بدور مدرس العلوم بالمدرسة الثانوية عام 2019 (مواسم 1، 3)
- لينا دوري بدور كلارا شراج، ممرضة حضرت هيلج دوبلر في عام 2019 (الموسم 1)
- تارا فيشر بدور صديقة كاتارينا في 1986–1987 (المواسم 1–3)
- ليوبولد هورنونج بدور توربين فولر، ضابط شرطة مبتدئ في 2019–2020، شقيق بيني / برناديت (المواسم 1–3)
- توم جان بدور يورغن أوبيندورف، والد إريك أوبيندورف في 2019–2020 (المواسم 1–3)
- آنا كينج بدور إيدا هايمان، أخصائية علم الأمراض في عام 2019 (المواسم 1، 3)
- فيكو موكه بدور ياسين فريزي، صديقة إليزابيث دوبلر عام 2019 (الموسم 1)
- هينينج بيكر بدور أودو ماير، أخصائي علم الأمراض في 1953–1954 (المواسم 1–2)
- باربرا فيليب بدور سلمى أرينز، أخصائية اجتماعية في عام 1986 (الموسم 1)
- بول رادوم بدور إريك أوبيندورف، تاجر مخدرات مراهق فُقد في عام 2019 (الموسم 1)
- أنطون روبتسوف بدور بيني / برناديت، عاهرة متحولة جنسيًا في 2019–2020، شقيقة توربين (المواسم 1–3)
- سامي شوريتزل بدور كيليان أوبيندورف، شقيق إريك أوبيندورف وزميلة مارثا وبارتوش في العالم البديل لعام 2019 (المواسم 1، 3)
- آنا شونبيرج بدور دوناتا كراوس، ممرضة وزميلة إيناس كاهنوالد عام 1986 (الموسم 1)
- أندرياس شرودرز بدور عامل محطة توليد الكهرباء في عام 2020 (الموسم 2)
- ميكي شيمورا بدور جوستينا يانكوفسكي، ضابط شرطة مبتدئ في 2019–2020 (المواسم 1–3)
- أكسل فيرنر بدور غوستاف تانهاوس، جد إتش جي تانهاوز وصناعي مفتون بالسفر عبر الزمن (المواسم 3)
- ليا ويلكوسكي بدور ياسمين تريوين، سكرتيرة كلوديا تيدمان في 1986–1987 (المواسم 1–3)
- رولاند وولف بدور ضابط شرطة وزميل في عمل إيغون تيدمان في 1953–1954 (المواسم 1–2)

## الإنتاج
وافقت نتفليكس على المسلسل في فبراير 2016 لموسم أول يتكون من عشر حلقات مدتها ساعة واحدة. بدأ التصوير الرئيسي في 18 أكتوبر 2016 في برلين وما حولها (بما في ذلك سارموند وتريمسدورف في براندنبورغ)، وانتهى في مارس 2017. تم تصوير الكنيسة التي يلتقي فيها يوناس بنوح في مقبرة سودويستكيرشوف في ستاهنسدورف. تم تصوير موقع المدرسة الثانوية في راينفيلدر شول في حي شارلوتنبورج فيلمسدورف في برلين. تم تصوير الجسر ومسارات القطار في وسط غابة دوبيلر بالقرب من بحيرة فانزي.
تم تصوير المسلسل بدقة دقة عرض 4 كيلو بكسل (4K). يعد أول مسلسل أصلي من نتفليكس باللغة الألمانية ويتبع اتجاه إنتاج نتفليكس الأصلي دوليًا، بما في ذلك المسلسل المكسيكي نادي الغربان في عام 2015، والمسلسل البرازيلي 3% في عام 2016، والمسلسل الإيطالي سوبورا: الدم على روما في عام 2017، والمسلسل الهندي ألعاب مقدسة عام 2018.
تم التصوير الفوتوغرافي الرئيسي للموسم الثاني في موقع التصوير في برلين اعتبارًا من يونيو 2018.
بدأ تصوير الموسم الثالث في مايو 2019 وانتهى في ديسمبر 2019.

## الحلقات
| الموسم | الحلقات | الحلقات | الأصلي        | الأصلي |
| الموسم | الحلقات | الحلقات | الأول         | الأخير |
| ------ | ------- | ------- | ------------- | ------ |
| 1      | 10      | 10      | 1 ديسمبر 2017 | سيُعلن  |
| 2      | 8       | 8       | 21 يونيو 2019 | سيُعلن  |
| 3      | 8       | 8       | 27 يونيو 2020 | سيُعلن  |

### الموسم الأول (2017)
| ر. الإجمالي | العنوان             | المخرج         | الكاتب                     | تاريخ العرض الأصلي |
| --- | ------------------- | -------------- | -------------------------- | ------------------ |
| 1 | «أسرار»             | باران بو أودار | يانتجي فريز                | 1 ديسمبر 2017      |
| في يونيو 2019، انتحر مايكل كانوالد البالغ من العمر 43 عامًا. أخفت والدته إينيس رسالة انتحاره قبل أن يلاحظها أي شخص آخر. في 4 نوفمبر، بعد ما يقرب من شهرين من العلاج في منشأة للأمراض النفسية، عاد ابن مايكل المراهق يوناس إلى المدرسة والتقى بصديقه المقرب بارتوش تيدمان، الذي بدأ مؤخرًا في مواعدة مارثا نيلسن، التي يكن لها يوناس إعجابًا. اختفى إريك أوبندورف، تاجر المخدرات المحلي في المدينة، منذ أسبوعين، وكُلِّف ضابط الشرطة أولريش نيلسن - والد مارثا وإخوتها، المراهق ماغنوس وميكيل - بالتحقيق، الذي يكافح لكشف أي أدلة. في هذه الأثناء، يخون أولريش زوجته كاثرينا، مديرة المدرسة، مع والدة يوناس هانا. أثناء بحثهم عن مخبأ إريك للمخدرات في كهف ليس بعيدًا عن محطة الطاقة النووية التي ستُغلق قريبًا في المدينة، انتاب يوناس وبارتوش وأطفال نيلسن الثلاثة وفرانزيسكا صديقة ماغنوس الرعب من أصوات غريبة ووميض مصابيحهم اليدوية، واختفى ميكيل أثناء فرارهم من الكهف. في اليوم التالي، عُثر على جثة صبي صغير، لكنها لم تكن ميكيل. في مكان مجهول، قام شخص مقنع بربط إريك بكرسي بينما كان يُثبت آلية حول رأسه.                                                      |                     |                |                            |                    |
| 2 | «أكاذيب»            | باران بو أودار | يانتجي فريز وروني شالك     | 1 ديسمبر 2017      |
| يُعيد اختفاء ميكيل ذكريات عام 1986 عندما اختفى مادس، شقيق أولريش الأصغر، ويبدأ أولريش في الاعتقاد بأن اختفاء إريك وميكيل وجثة الصبي الثالث مرتبطان. أثناء البحث في الكهوف، يجد بابًا مغلقًا يؤدي إلى محطة الطاقة النووية القريبة، وعلى الرغم من رفض طلب أولريش لدخول محطة الطاقة من قبل مديرها ألكسندر تيدمان، والد بارتوش، إلا أنه تمكن من تبرئة والد إريك أوبندورف، سائق محطة الطاقة، من قائمة المشتبه بهم. أُبلغت رئيسة الشرطة شارلوت دوبلر أن الصبي الميت، الذي كان يرتدي زيًا من الثمانينيات، قد توفي قبل 16 ساعة فقط، وأن أذنيه قد دُمرت بسبب الضغط الشديد. لاحقًا، عندما بدأت الأضواء في الوميض وسقطت الطيور ميتة من السماء، ازداد قلق شارلوت أكثر. في هذه الأثناء، سجل شخص غريب أشعث دخوله إلى الفندق الذي تملكه والدة بارتوش، ريجينا. والدة أولريش، يانا، تكذب عليه، مدّعيةً أن زوجها ترونتي كان معها ليلة اختفاء مادس، مع علمها بأنه غادر منزلهما. عند الفجر، يستيقظ ميكيل في الكهف وهو في حالة ذهول، ويركض عائدًا إلى منزله، ليكتشف من خلال صحيفة على عتبة الباب أن التاريخ هو 5 نوفمبر/تشرين الثاني 1986.                                                   |                     |                |                            |                    |
| 3 | «الماضي و الحاضر»   | باران بو أودار | جانتيه فريز ومارك أو. سينج | 1 ديسمبر 2017      |
| في عام 1986، بعد أربعة أسابيع من اختفاء مادس نيلسن، عثر رئيس الشرطة إيغون تيدمان على ميكيل اليائس، الذي يشتبه في أنه تعرض للضرب على يد المراهق أولريش. تم نقل ميكيل إلى المستشفى من قبل إينيس، التي كانت ممرضة آنذاك، والتي اكتسبت ثقته. في محطة الطاقة النووية، اشتبكت المديرة المنتخبة حديثًا كلوديا تيدمان، ابنة إيغون ووالدة ريجينا، مع سلفها بيرند دوبلر، الذي أبلغها عن براميل سرية مخبأة في الكهوف القريبة. أعطى ابن بيرند، هيلجي، كلوديا كتابًا: Eine Reise durch die Zeit (رحلة عبر الزمن) من تأليف إتش جي تانهاوس. في هذه الأثناء، بينما تتقطع الكهرباء في المدينة، تبدأ شارلوت المراهقة في التحقيق في وفيات العديد من الطيور، ولدى هانا الصغيرة الخجولة مشاعر غير متبادلة تجاه أولريش، وتتعرض ريجينا للتنمر وتشارك في إيذاء نفسها. عُثر على قطيع من الأغنام ميتًا نتيجة سكتة قلبية، وتمزق طبلة آذانه. هرب ميكيل من المستشفى وعاد إلى الكهوف؛ وبعد كسر ساقه، طلب المساعدة. في مكان مجهول، كان رجل محاط بالساعات يُصلح آلة نحاسية. في عام 2019، سمع أولريش، بعد عودته أيضًا إلى الكهوف، نداءات ميكيل الخافتة، لكنهما لم يتمكنا من رؤية بعضهما البعض.       |                     |                |                            |                    |
| 4 | «حياة مزدوجة»       | باران بو أودار | مارتن بهنكي ويانتجي فريز   | 1 ديسمبر 2017      |
| في عام 2019، عثر يوناس على خرائط وملاحظات حول الكهوف في مرآب عائلته، بينما حاولت شارلوت إيجاد صلة بين الأولاد المختفين والطيور الميتة، والتي - تمامًا مثل الصبي الميت - وُجد أنها ثُقبت طبلة أذنها. تُظهر الطيور أيضًا أعراضًا مشابهة للطيور التي عُثر عليها بعد كارثة تشيرنوبيل، وتشتبه شارلوت في وجود صلات بأحداث ويندن عام 1986. في هذه الأثناء، ينهار زواجها من زوجها بيتر منذ اكتشاف علاقته بعاملة جنس متحولة جنسيًا تُدعى برناديت، وتجد دليلًا على أن بيتر كان يقود سيارته ليلة اختفاء ميكيل، على الرغم من ادعائه خلاف ذلك. ابنتهما الكبرى، فرانزيسكا، تُخبر ماغنوس نيلسن أنها تُخطط لمغادرة فيندن بسبب انهيار زواج والديها. يُخشى أن تكون إليزابيث، شقيقة فرانزيسكا الصماء الصغرى، مفقودة بعد غيابها عن المدرسة، لكنها تعود إلى المنزل بعد ساعات، موضحةً أنها التقت برجل غامض - نوح - أهداها ساعةً كانت على ما يبدو ملكًا لشارلوت. في هذه الأثناء، عُثر على هيلجي، والد بيتر، المصاب بالخرف، يتجول في الغابة، مُدّعيًا أنه "يجب عليه إيقاف نوح". في صباح اليوم التالي، اقترب شخص مُقنع من صديق إليزابيث، ياسين، وأخبره أن نوح قد أرسله.                                     |                     |                |                            |                    |
| 5 | «حقائق»             | باران بو أودار | مارتن بهنكي ويانتجي فريز   | 1 ديسمبر 2017      |
| في عام 1986، زار ميكيل في المستشفى كاهن يُدعى نوح. بعد اكتشافها علاقة أولريش بكاثرينا، أخبرت هانا إيغون زورًا أنها رأت أولريش يغتصب كاثرينا، فأُلقي القبض على أولريش. في عام 2019، اختفى ياسين أيضًا، وبدأ الذعر ينتشر. تتهم شارلوت بيتر بالتورط في اختفاء الصبيين. تُريد هانا استئناف علاقتها مع أولريش، لكنه يرفض بغضب. في الفندق، يطلب الغريب من ريجينا تسليم طرد إلى يوناس أثناء غيابه لبضعة أيام. عند قبر مايكل، يقترب الغريب من يوناس، ويُخبره أن والد يوناس أنقذ حياته ذات مرة. يلتقي بارتوش بمورد المخدرات لإريك أوبندورف، الذي يتبين أنه نوح. لاحقًا، يستلم يوناس طرد الغريب، الذي يحتوي على ضوء، وعداد جايجر، ورسالة انتحار مايكل. في الرسالة، يوضح والد يوناس أنه في 4 نوفمبر/تشرين الثاني 2019، سافر عائدًا إلى عام 1986. وهناك أقام ونشأ، وربته إينيس، ثم تزوج هانا وأنجب جوناس. وهكذا أصبح ميكيل نيلسن مايكل كاهنوالد. |                     |                |                            |                    |
| 6 | «هكذا خلق العالم»   | باران بو اودار | يانتجي فريز وروني شالك     | 1 ديسمبر 2017      |
| في عام 2019، تكافح عائلة ميكيل جاهدةً للتكاتف، وتكتشف ريجينا إصابتها بسرطان الثدي، ويعلم أولريش أن والده كان على علاقة غرامية مع كلوديا وقت اختفاء مادس. بعد أن علم أن ريجينا كانت آخر من رأى مادس عام 1986، يواجهها أولريش. وبينما تعترف باستيائها منه لتنمره عليها في طفولتهما، تُريه أن هانا هي من لفّقت له تهمة الاغتصاب. يزور أولريش المشرحة، ويدرك أخيرًا أن الصبي الميت هو مادس، الذي لم يكبر منذ ٣٣ عامًا. في هذه الأثناء، يفشل يوناس في إخبار والدته برسالة الانتحار، لكنه يدخل الكهوف مزوّدًا بملاحظات والده ومعدات من الطرد الذي أرسله الغريب. داخل الكهوف، يجد بابًا مكتوبًا عليه عبارة لاتينية، Sic mundus creatus est ("هكذا خُلق العالم")، ويدخل من خلاله. في عام 1986، بعد عبوره الجانب الآخر، لاحظ يوناس منشوراتٍ مُعلّقة عن المفقود مادس نيلسن. مرّت شاحنةٌ وتوقفت، وعلى متنها هانا، البالغة من العمر أربعة عشر عامًا، ووالدها سيباستيان، يعرضان على يوناس توصيلةً تحت المطر، مُحذّرين إياه من الأمطار الملوثة الناجمة عن كارثة تشيرنوبيل الأخيرة. |                     |                |                            |                    |
| 7 | «مفترق الطرق»       | باران بو أودار | جانتيه فريز ومارك أو. سينج | 1 ديسمبر 2017      |
| في عام 1986، استجوب إيغون هيلج، الذي كان يعمل في المحطة ليلة اختفاء مادس، عن مكانه. أوضح الغريب ليوناس أن ميكيل هو والده بالفعل، وحذره من أن إعادة ميكيل إلى المنزل في عام 2019 سيؤدي إلى عدم ولادة يوناس أبدًا. حاولت كاترينا دون جدوى إقناع إيغون بأن أولريش لم يغتصبها أبدًا، واستعد هيلج ونوح لنقل جثة ياسين من مخبأ خلف كوخ هيلج. في عام 2019، سُمح للشرطة أخيرًا بدخول محطة الطاقة، وفي الكهوف، وجدت شارلوت بابًا مغلقًا باللحام. عثر أولريش على ملاحظات إيغون لعام 1986، مما جعل هيلج مشتبهًا به، وزاره في دار المسنين. خائفًا، ادعى هيلج أنه قادر على تغيير الماضي والمستقبل. تم إيقاف أولريش عن العمل، وواجهته كاترينا بشأن علاقته الغرامية. اكتشفت شارلوت أن نظام الكهوف يمر أسفل كوخ قديم يملكه هيلج. تتلقى رسالة صوتية من أولريش، يُفيد بأن هيلج هو الخاطف، لكن السؤال ليس كيف يفعل ذلك، بل متى. في وقت متأخر من الليل، يغادر هيلج دار الرعاية، ويتبعه أولريش، الذي أحضر كتابًا من غرفة هيلج: "رحلة عبر الزمن" من تأليف ه. ج. تانهاوس. |                     |                |                            |                    |
| 8 | «"ما تزرعه تحصده"»  | باران بو أودار | مارتن بهنكي ويانتجي فريز   | 1 ديسمبر 2017      |
| في عام 1953، بدأت الطيور تموت، وعُثر على جثتي إريك وياسين مجهولتي الهوية. حيرت ملابس الصبيين الغريبة قائد الشرطة دانيال كانوالد (والد إينيس) والضابط إيغون تيدمان. وصل أولريش من عام 2019 والتقى بالعديد من السكان المحليين، بمن فيهم الوافدة الجديدة أغنيس نيلسن وابنها ترونتي، اللذان كانا على وشك استئجار غرفة في منزل تيدمان، وصانع ساعات يُدعى هـ. ج. تانهاوس، الذي أنكر معرفته بالكتاب الذي عُثر عليه في منزل هيلجي عام 2019. من خلال إينيس ويانا الصغيرتين، علم أولريش بأمر الجثتين، وعندما تعرف على هيلجي البالغ من العمر تسع سنوات، اعتقد أن قتله سينقذ حياة الصبيين. ضرب هيلجي بهراوة وتركه ليموت في المخبأ. لاحقًا، عثر تانهاوس على هاتف أولريش الذكي. في عام 1986، التقى الغريب بتانهاوس المُسنّ، الذي شاركه نظريته حول السفر عبر الزمن عبر الثقوب الدودية. أكّد الغريب نظرياته، مُصرّحًا بوجود ثقب دوديّ كهذا في فيندن، يُتيح للناس السفر إلى الماضي أو المستقبل، ولو على فترات زمنية لا تتجاوز ٣٣ عامًا. طلب الغريب من تانهاوس إصلاح جهاز نحاسيّ معطل لديه، ليتمكّن من تدمير الثقب الدوديّ. لاحقًا، أخرج تانهاوس النسخة الأصلية من الجهاز، ودرسهما جنبًا إلى جنب. |                     |                |                            |                    |
| 9 | «كل شيء هو الآن»    | باران بو أودار | جانتيه فريز ومارك أو. سينج | 1 ديسمبر 2017      |
| في عام 1986، أُطلق سراح المراهق أولريش دون توجيه تهم إليه، واكتشفت هانا سرًا أن شابًا وصل حديثًا، يُطلق على نفسه اسم ألكسندر كولر، يعيش بهوية مزيفة. عندما اعترف بيرند بأن البراميل المخفية تحتوي على نواتج انهيار نووي صغير، استعانت كلوديا بألكسندر سرًا لإغلاق الباب في وجههم. في جدال مع هيلج (كشف فيه أن الأطفال المختطفين ماتوا نتيجة محاولة نوح صنع آلة زمن)، أعلن نوح عن مهمته لتحرير البشرية، مُشبّهًا نفسه بنوح التوراتي. في عام 2019، ابتزت هانا ألكسندر ليُدمر حياة أولريش. وكذبت على كاترينا قائلةً إن أولريش أراد ترك عائلته. اكتشفت ريجينا بحث الغريب، وانفصل يوناس عن مارثا. اقتربت من بارتوش كلوديا، جدته المُسنّة التي يُفترض أنها ميتة. لاحقًا، التقى بارتوش بنوح ووافق على الانضمام إليه. في عام 1953، أُبلغ عن اختفاء هيلج، فقدّم نوح - الذي بدا في نفس عمر عامي 1986 و2019 - الدعمَ لغريتا، والدة هيلج. أُلقي القبض على أولريش واعترف بضرب هيلج بهراوة بنية قتله. دخلت كلوديا عام 2019 ورشة تانهاوس حاملةً مخططاتٍ لآلة النحاس، وطلبت منه أن يصنعها لها. |                     |                |                            |                    |
| 10 | «البداية و النهاية» | باران بو أودار | يانتجي فريز وروني شالك     | 1 ديسمبر 2017      |
| في ليلة اختفاء ميكيل، كان بيتر يزور كوخ هيلج عندما ظهرت جثة مادس فجأة. نادى ترونتي على الكوخ، ووصلت كلوديا، وطلبت منهما نقل الجثة. في عام 1986، قُتل هيلج المسن أثناء محاولته إيقاف نفسه الأصغر سنًا بصدم سيارته عمدًا به. عاد يوناس أيضًا إلى عام 1986 لإعادة ميكيل إلى عام 2019، لكن نوح وهيلج اختطفاه. استيقظ يوناس في المخبأ، برفقة الغريب، الذي كشف عن نفسه بأنه يوناس البالغ. غادر الغريب لتدمير ثقب الدودة باستخدام الآلة النحاسية، التي أكملها تانهاوس من النسخة المكسورة التي أحضرها يوناس البالغ وهاتف أولريش الذكي. وبدأت كلوديا بقراءة كتاب تانهاوس. في عام 2019، اكتشفت شارلوت مقالًا من عام 1953 عن اختطاف هيلج، بما في ذلك صورة لأولريش. يخبر نوح بارتوش أن كلوديا هي عدوهم الرئيسي، وأن يوناس البالغ، دون قصد، على وشك إنشاء ثقب دودي. في عام 1953، يستعيد هيلج الطفل وعيه مع ظهور ثقب دودي، مما يربطه بجوناس في عام 1986. وبينما يتواصلان، يُنقل هيلج إلى عام 1986، بينما يستيقظ يوناس في عالم ما بعد نهاية العالم في عام 2052. يتعرض لهجوم من قبل عصابة من قطاع الطرق، وتُفقده امرأة مسلحة وعيه.                                                   |                     |                |                            |                    |

### الموسم الثاني (2019)
| ر. الإجمالي | العنوان               | المخرج         | الكاتب                     | تاريخ العرض الأصلي |
| --- | --------------------- | -------------- | -------------------------- | ------------------ |
| 1 | «البدايات و النهايات» | باران بو أودار | جانتجي فريزي ودافني فيرارو | 21 يونيو 2019      |
| في عام 1921، كان نوح الشاب ورجل آخر يبنيان الممر الذي سيصبح البوابة. يقتل نوح الآخر ظنًا منه أنه "فقد إيمانه". يرشد نوح الشاب نفسه الأكبر سنًا، وهو عضو في جمعية مسافرين عبر الزمن تُدعى "سيك موندوس" يقودها آدم المشوه والغامض. يطلب آدم من نوح البالغ استعادة مذكرات كلوديا استعدادًا لـ"نهاية العالم" التي ستحدث في 27 يونيو 2020. في 21 يونيو 2020، قبل ستة أيام من نهاية العالم، توترت الأوضاع في فيندن. يصل المحقق كلاوسن لمساعدة شرطة فيندن في التحقيق في حالات الاختفاء، التي تشمل الآن هيلج ويوناس وأولريش. تبحث كاتارينا في الكهف عن إجابات. تنفصل مارثا عن بارتوش، الذي يعمل الآن مع نوح. يكشف يوناس البالغ من المستقبل عن هويته لهانا. ينقل ألكسندر شاحنة محملة بالنفايات المشعة إلى محطة الطاقة. في عام 2053، علق يوناس، المراهق، في مدينة فيندن بعد نهاية العالم. تراقبه إليزابيث، التي أصبحت بالغة الآن، والتي نجت من نهاية العالم وتقود الآن مجموعة من الناجين. تمنعه من دخول محطة الطاقة تحت طائلة الموت. مع ذلك، يدخل يوناس إلى منطقة الموتى ويجد بداخلها كتلة سوداء كبيرة عائمة غير متبلورة.                                                               |                       |                |                            |                    |
| 2 | «المادة المظلمة»      | باران بو أودار | يانتجي فريز وروني شالك     | 21 يونيو 2019      |
| في عام 1987، كافح ميكيل للتأقلم مع الحياة مع إينيس. زارت كلوديا العجوز نفسها في شبابها، وأعطتها إحداثيات آلة زمن مدفونة في حديقتها الخلفية. تقاعد إيغون وبدأ يشك في أفعاله بشأن جثث الأطفال الموتى عام 1953. أجرى مقابلة مع هيلج (التي أخبره عن شيطانة بيضاء) وذهب إلى مصحة نفسية محلية لزيارة أولريش المسن، الذي قضى 34 عامًا في السجن. رفض أولريش إيغون لسذاجته. في عام 2020، أجرى كلوسن وشارلوت مقابلة مع ريجينا، التي تحتضر ببطء بسبب السرطان. تحدثت عن الغريب الذي ترك أغراضه في فندقها، والتي تضمنت صفحات من كتاب تانهاوس. دفع الدليل الجديد شارلوت، التي رباها تانهاوس، إلى التساؤل عن أصولها. أخبر يوناس البالغ هانا عن السفر عبر الزمن واصطحبها إلى عام 1987، حيث التقيا ميكيل في منزل إينيس. في عام 2053، علم يوناس، من خلال تسجيلات كلوديا، بوجود "جسيم الإله"، وهو كتلة في المفاعل تُستخدم كبوابة للسفر عبر الزمن. ألقت إليزابيث القبض عليه وهو يمر عبر ثقب في الجدار المحيط بمحطة الطاقة. بدأت بشنقه علنًا، لكنها تراجعت وسجنته. قامت سيلجا، مترجمة إليزابيث، بدافع الفضول، بتحرير يوناس. دخلا المنطقة الميتة ووصلا إلى جسيم الإله. دخل يوناس تاركًا سيلجا خلفه. |                       |                |                            |                    |
| 3 | «أشباح»               | باران بو أودار | جانتيه فريز ومارك أو. سينج | 21 يونيو 2019      |
| في عام 1954، يعود هيلجي شابًا مشوهًا، لكنه يرفض التحدث إلى أي شخص سوى نوح، الذي أمضى معه الأشهر السبعة الأخيرة من عام 1987 في بناء آلة زمن جديدة. تخون دوريس زوجها إيغون مع أغنيس. تلتقي كلوديا المسنة لاحقًا بأغنيس، العضوة السابقة في منظمة "سيك موندوس". تلتقي أغنيس بشقيقها نوح، وتخبره بمكان الصفحات المفقودة. تُسلم كلوديا كتاب تانهاوس إليه، ثم تعتذر لنفس والدها الأصغر سنًا، مما سبب له الحيرة. تلتقي كلوديا بنوح في الغابة، الذي يقتلها. يسترجع نوح الصفحات المفقودة ويشعر بالفزع مما وجده. يكذب على آدم بشأن عثوره على الصفحات. يُجري إيغون مقابلة مع هيلجي دون جدوى، ويزور أولريش الذي كان في حالة ذهول في السجن. في عام 1987، يزور إيغون أولريش الأكبر سنًا في المصح. يُخبر أولريش إيغون بهويته، مما يُذكر إيغون بادعاءات ميكيل عندما ظهر لأول مرة عام 1986. بعد مقابلة إينيس، يُري إيغون أولريش الأكبر سنًا صورةً لميكيل. يهاجم أولريش إيغون ويُكبح جماحه. يزور إيغون كلوديا في العمل ليخبرها أنه مصاب بالسرطان، ثم تستخدم آلة الزمن التي وجدتها للسفر إلى عام 2020؛ فتبكي لرؤية ريجينا وهي تحتضر في منزلها.                                                             |                       |                |                            |                    |
| 4 | «المسافرون»           | باران بو أودار | مارتن بهنكي ويانتجي فريز   | 21 يونيو 2019      |
| يجد يوناس نفسه مصابًا في فيندن عام 1921، حيث يتلقى الرعاية من السكان. ثم يحاول العودة إلى عام 2020 عبر البوابة، لكنه يعلق لأن البوابة لم تُبنَ بعد. يرافقه نوح لمقابلة آدم، الذي يكشف عن نفسه بأنه يوناس المسن. في عام 2020، يلتقي يوناس البالغ وهانا بشارلوت وبيتر في المخبأ، ويناقشان وجود السفر عبر الزمن، والذي يكشفانه أيضًا لكاثرينا المتشككة. تزور نسخة عام 1987 من كلوديا مكتبة فيندن العامة، حيث تكتشف تقريرًا عن وفاة إيغون؛ ثم تسافر عائدة إلى عام 1987. يُجري كلاوسن مقابلة مع ألكسندر، الذي يكشف عن لقبه الأصلي - كولر - قبل زواجه من ريجينا. يزور مارثا وماغنوس وفرانزيسكا وإليزابيث الكهف، حيث يجدون بارتوش يحمل آلة الزمن. يأخذ الأطفال آلة الزمن ويتركون بارتوش مقيدًا في الكهف. تبحث كاتارينا في أرشيف المدرسة عن صورة الفصل لعام 1987 وتتعرف على ميكيل، مؤكدةً ادعاءات جوناس. في عام 2053، تدخل سيلجا محطة الطاقة، حيث تواجهها إليزابيث البالغة تحت تهديد السلاح. يدور بينهما نقاش حاد تعترف فيه إليزابيث بمعرفتها بجسيم الإله. |                       |                |                            |                    |
| 5 | «مفقود و موجود»       | باران بو أودار | يانتجي فريز وروني شالك     | 21 يونيو 2019      |
| في عام 1921، تحدث آدم مع يوناس، الذي شعر بالفزع من الشخص القاسي الذي سيصبح عليه. يُري آدم يوناس جسيمًا إلهيًا سيأخذه إلى أي وقت يريده. يقرر يوناس الذهاب إلى اليوم السابق لانتحار مايكل لإقناعه بعدم القيام بذلك. في عام 1987، دعت كلوديا إيغون للانتقال معها على أمل منع وفاته الوشيكة. هرب أولريش من جناح الأمراض النفسية لزيارة ميكيل في منزل كانوالد. بعد محادثة، أدرك ميكيل أن الرجل العجوز هو في الواقع والده. حاول أولريش اصطحاب ميكيل إلى الكهف، لكن الشرطة ألقت القبض عليه. في عام 2020، حاولت كاترينا أن تشرح لماغنوس ومارثا ما اكتشفته، لكنها قوبلت بالرفض بسبب سلوكها. ثم توجهت كاترينا إلى هانا طلبًا للمساعدة في فهم السفر عبر الزمن. يذهب يوناس البالغ إلى منزل دوبلر لمساعدة شارلوت، التي تشرح له أن تانهاوس ليس جدها الحقيقي، وأنها لم تعرف هوية والديها قط. يعود ماغنوس ومارثا وفرانزيسكا وإليزابيث إلى الكهوف، حيث يشرح بارتوش آلة الزمن قبل أن يأخذهم إلى عام 1987. يزور نوح شارلوت في ورشة تانهاوس، ويكشف لها أنها ابنته. |                       |                |                            |                    |
| 6 | «حلقة لا نهائية»      | باران بو اودار | يانتجي فريز ومارتن بيهنكي  | 21 يونيو 2019      |
| يسافر يوناس إلى 20 يونيو 2019 لمنع مايكل من قتل نفسه. يذهب جوناس في عام 2019 إلى الشاطئ مع مارثا وبارتوش وماغنوس؛ يلتقي ميكيل دون علمه بشخصيته البالغة؛ تكافح شارلوت وبيتر في أعقاب علاقة بيتر؛ ويخشى ألكسندر أن يلحق به ماضيه. بعد أن شهد مغادرة يوناس في عام 2019 للبحيرة، يتبادل جوناس من عام 2020 قبلة مع مارثا. يصل يوناس وهانا في عام 2019 إلى منزل عائلة نيلسن في ذكرى زواج أولريش وكاثرينا، حيث يمارس يوناس الجنس مع مارثا ويبدأ أولريش علاقته مع هانا. يتصالح يوناس من عام 2020 مع والده وهو يحاول إقناعه بعدم قتل نفسه. ومع ذلك، يذكر مايكل أنه لا يفكر في الانتحار ويكشف أن يوناس هو من قاد ميكيل إلى البوابة في المقام الأول. بعد قراءة رسالة انتحاره، اقترح مايكل ان يوناس موجودٌ فعلاً لإبلاغه بما يجب عليه فعله. وصلت كلوديا المُسنة إلى المنزل وأقنعتهم بأن مايكل يجب أن يموت، وأن ميكيل يجب أن يسافر إلى الماضي حتى يُوجد يوناس. في عام 1921، شارك عضوان من منظمة "سيك موندوس" - نسختان أكبر من ماغنوس وفرانزيسكا - مخاوفهما مع آدم. |                       |                |                            |                    |
| 7 | «الشيطانة البيضاء»    | باران بو أودار | جانتيه فريز ومارك أو. سينج | 21 يونيو 2019      |
| في عام 1954، علم إيغون من الطبيب الشرعي أن كلوديا، التي عُثر عليها مقتولة رمياً بالرصاص، تعرضت لمستويات غير عادية من الإشعاع. افترضوا أنها اختطفت هيلج، لكن هيلج قال إنه أخبرها عن كلوديا، الشيطانة البيضاء. سافرت هانا إلى عام 1954 وطلبت رؤية أولريش في المصح. وعدها أولريش بأنه سيترك كاترينا من أجلها إذا ساعدته على الخروج، لكنها لم تصدقه وانصرفت ببرود. في عام 1987، حاولت كلوديا منع وفاة والدها، استنتج إيغون أنها تعرف السفر عبر الزمن وأنها تستغل الكهوف بأنانية لمصلحتها الخاصة. تصارعا على الهاتف فسقط وارتطم رأسه. وبينما كان يموت، أخبرها إيغون أنها الشيطانة البيضاء. وصل يوناس 2020 وأخبر كلوديا أنهما قد يتمكنان من تغيير الأحداث. في عام 2020، التقت مارثا بيوناس البالغ. يواجه كلاوسن ألكسندر بشأن ماضيه، ويخبره أن شقيقه اختفى عام 1986، وأن اسمه ألكسندر كولر. يُريه كلاوسن رسالة مجهولة المصدر تشرح أن إجابات اختفاء شقيقه موجودة في فيندن. فيصمت ألكسندر. |                       |                |                            |                    |
| 8 | «البدايات و النهايات» | باران بو أودار | يانتجي فريز ودافني فيرارو  | 21 يونيو 2019      |
| في عام 1921، حاول نوح قتل آدم لكذبه عليه، لكن مسدسه لم يُطلق النار. قال آدم إنه لا يمكن قتله لأن ذلك "ليس مصيره". ثم أوضح أن إليزابيث ستصبح زوجة نوح الشاب، وبالتالي والدة شارلوت، وبعد ذلك ظهرت أغنيس وقتلت نوح. في عام 2020، أوضح جوناس الشاب لكلوديا أن شخصيتها السابقة علّمته كيف ينقذ العالم، بينما يريد آدم تدميره. علمت شارلوت بالنفايات المشعة المدفونة في محطة الطاقة؛ فاعتقدت أن كلاوسن سيُثير نهاية العالم. يلجأ بيتر، إليزابيث، كلوديا 1987 وريجينا والمراهق نوح إلى المخبأ. اجتمع يوناس الشاب ومارثا، لكن آدم قاطعهما وأطلق النار على مارثا. في محطة الطاقة، فتح كلاوسن البراميل التي تحتوي على صخور ملوثة بالمادة المظلمة. في عام 2053، قامت إليزابيث بتنشيط الآلة، في نفس الوقت الذي قام فيه ماجنوس وفرانزيسكا بذلك في عام 1921. دخلت كاثرينا الكهف وفتحت البوابة، مما أدى إلى فتح بوابة تربط إليزابيث بشارلوت في عام 2020. وبينما دمرت فيندن بسبب نهاية العالم، أخذ يوناس البالغ بارتوش وماجنوس وفرانزيسكا إلى وقت غير معروف، بينما التقى يوناس الصغير بنسخة أخرى من مارثا التي قالت إنها ليست من وقت آخر، بل من عالم آخر.                                   |                       |                |                            |                    |

### الموسم الثالث (2020)
| ر. الإجمالي | العنوان                    | المخرج         | الكاتب                     | تاريخ العرض الأصلي |
| --- | -------------------------- | -------------- | -------------------------- | ------------------ |
| 1 | «وهم سبق الرؤية (ديجا فو)» | باران بو أودار | يانتجي فريز                | 27 يونيو 2020      |
| في عام 1987، أحرق "المجهول" - مسافر عبر الزمن يظهر في صورة طفله وبالغه وشيخوخته في آنٍ واحد - كنيسة "سيك موندوس"، ثم اغتال بيرند دوبلر في منزله، وسرق مفاتيح محطة الطاقة النووية. في خضم كارثة عام 2020، يسافر يوناس ومارثا "الأخرى" إلى عالم موازٍ لم يولد فيه يوناس قط؛ وتشرح مارثا أن هذا هو اليوم الذي التقت فيه به، ثم تختفي. اعتبارًا من نوفمبر 2019، في هذا البعد البديل، انفصلت كاترينا وأولريش؛ وتزوجت هانا من أولريش وهي حامل به، وهو على علاقة غرامية مع شارلوت؛ وأصبحت فرانزيسكا صماء بدلًا من إليزابيث؛ وريجينا متوفاة. يلتقي يوناس لاحقًا بمارثا المسنة، التي تخبره أنه على الرغم من عدم وجوده في هذا العالم، إلا أنه سينهار مرارًا وتكرارًا. تسافر مارثا، من البعد البديل، إلى 21 سبتمبر 1888 لمقابلة يوناس البالغ، الذي قضى الأشهر الماضية في بناء جهاز لتفعيل جسيم الإله. تخبره مارثا أنها أتت لاكتشاف أصل الأحداث في كلٍّ من عوالمهما. |                            |                |                            |                    |
| 2 | «الناجون»                  | باران بو أودار | جانتيه فريز ومارك أو. سينج | 27 يونيو 2020      |
| في عام 1888، تعرّفت فرانزيسكا وماغنوس وبارتوش ويوناس البالغ على العالم الثاني من مارثا ذات البعد البديل. وعد غوستاف تانهاوس المسن - جد هـ. ج. تانهاوس - يوناس بأنه يستطيع بناء جنة. دلّ بارتوش مارثا على كوخ سري حاول فيه والد غوستاف، هاينريش، بناء آلة زمن. كشفت مارثا لبارتوش أن يوناس هو آدم. في عام 1987، زارت كاترينا البالغة أولريش في جناح الأمراض النفسية ووعدته بتحريره. توتر زواج ترونتي من يانا بعد اختفاء مادس وعلاقة ترونتي بكلوديا. زار ترونتي ريجينا، التي يعتقد أنها ابنته، وقرر التوقف عن التحقيق في اختفاء كلوديا. اقتحم المجهول محطة الطاقة وقتل سكرتيرة كلوديا. في سبتمبر 2020، بعد ثلاثة أشهر من نهاية العالم، زار ترونتي المُسنّ ريجينا المريضة، فخنقها حتى الموت على مضض. علم بيتر وإليزابيث ببناء جدار حول فيندن. صادفا نوح المراهق، الذي وعدهما بحماية إليزابيث. في عام 2019 في البعد البديل، أطلعت مارثا المُسنّة يوناس على شجرة عائلة فيندن كاملة. وأخبرته أن نهاية العالم ستحدث في عالمها خلال ثلاثة أيام فقط. |                            |                |                            |                    |
| 3 | «أدم وايفا»                | باران بو أودار | جانتيه فريز                | 27 يونيو 2020      |
| في عام 1888، قتل المجهول غوستاف تانهاوس. تصارع بارتوش مع يوناس، غاضبًا لأنه لم يكشف عن هويته. أخبر يوناس مارثا عن محاولة هاينريش بناء آلة الزمن لمنع موت زوجته. أعطت مارثا يوناس المادة المظلمة لآلة جسيماته الإلهية، الذي حاول تفعيلها لكنه فشل. استغلت مارثا هذا التشتيت للسفر إلى عام 2053، حيث اتضح أنها تتلقى أوامر من آدم. في عام 2019 البديل، أخبرت مارثا المسنة يوناس أنها "إيفا" - نظيرة آدم في هذا العالم - وأن ارتباطها بيوناس يربط العالمين بـ"عقدة" لا تنفصم. تزعم إيفا أنها تريد إنقاذ العالمين، بينما يريد آدم تدميرهما، وأنه إذا أراد يوناس بقاء مارثا على قيد الحياة، فعليه أن يرشد مارثا من عالم إيفا لتصبح إيفا نفسها. لاحقًا، يتبين أن المجهول يعمل لصالح إيفا، ويسلمها مفاتيح نظام التحكم في محطة الطاقة. في مكان آخر من عالم إيفا، يُبلغ أولريش الشرطة عن جثة طفل مجهول الهوية تحمل بطاقة هوية مادس نيلسن. يعترف هيلج للشرطة بأنه قتل مادس. تعلم هانا بخيانة أولريش، فتبتز ألكسندر لتدمير حياة شارلوت. يأخذ يوناس مارثا، وهي فتاة صغيرة بديلة، عبر ثقب دودي في الكهف. يظهر الاثنان في مشهد صحراوي مستقبلي، وتقترب منهما مارثا البالغة. |                            |                |                            |                    |
| 4 | «الأصل»                    | باران بو أودار | يانتجي فريز                | 27 يونيو 2020      |
| في عام 1954، يلتقي ترونتي الصغير بالمجهول، الذي يُلمّح إلى أنه والد ترونتي. يُقيم إيغون علاقة غرامية مع هانا؛ تُصبح حاملاً وتُخبر إيغون، الذي يُعطيها مالاً لإجهاض جنينها. أثناء انتظارها، تلتقي هانا بشابة تُدعى هيلين ألبرز - والدة كاثرينا المُستقبلية-. تُعيد هانا النظر في قرارها وتغادر. تبدأ يانا بالوقوع في حب ترونتي، بينما يفقد ترونتي عذريته مع كلوديا. تعلم دوريس من المجهول أن إيغون يُقيم علاقة غرامية؛ فتُقرر تطليقه. يُجبر المجهول عمدة فيندن على الموافقة على إنشاء محطة الطاقة. في عام 2052، في عالم إيفا ما بعد نهاية العالم، تُخبر مارثا البالغة يوناس ومارثا الصغيرة أنهما يستطيعان منع نهاية العالم إذا استطاعا إيقاف فتح البراميل في محطة الطاقة. بعد مغادرتهما، يظهر نوح من عالم إيفا ويُشير إلى أن سلالة عائلة فيندن دائرة لا نهائية. يعود مارثا ويوناس إلى عام 2019 ويمارسان علاقة حميمة. نقل آدم قاعدة عمليات "سيك موندوس" إلى عام 2053. تقول أغنيس إنها تعرف الأصل الحقيقي للدورة، ثم تدخل لاحقًا إلى "الجسيم الإلهي". يكشف آدم لمارثا أنها حامل، وأن طفلها من جوناس - المجهول - هو أصل شجرة العائلة. |                            |                |                            |                    |
| 5 | «الحياة و الموت»           | باران بو أودار | يانتجي فريز                | 27 يونيو 2020      |
| في عام 1987، حاولت كاتارينا سرقة هيلين -والدتها-، التي تعمل في المصحة النفسية، للحصول على بطاقة دخولها. ضربت هيلين كاتارينا حتى الموت بحجر وأغرقت جثتها في البحيرة. كشف هـ. ج. تانهاوس للمراهقة شارلوت أنها أُهديت إليه من قبل امرأتين غامضتين بعد وقت قصير من وفاة ابنه وزوجة ابنه وحفيدته في حادث سيارة. في عام 2020، واصل بيتر البحث عن شارلوت وفرانزيسكا، على الرغم من اعتقاد إليزابيث أنهما ماتا. عادا إلى مقطورتهما، وواجها دخيلًا قتل بيتر قبل أن تقتله إليزابيث. ذهبت إلى الكهف حيث طمأنها نوح. في هذه الأثناء، التقت كلوديا بنظيرتها من عالم إيفا، التي كلفتها بإنقاذ كلا العالمين وأعطتها المذكرات لأول مرة. في عام 2019، في عالم إيفا، يقود يوناس مارثا إلى محطة توليد الطاقة لمنع نهاية العالم. بعد أن تُصيب وجهها بنفس طريقة مارثا التي جلبت يوناس إلى عالمها، يُدرك يوناس أنهما يُكرّسان دورة الأحداث في عالمها. يذهب هو ومارثا لمواجهة إيفا. تُخبر يوناس أنه قد حقق هدفه، وبعد ذلك تظهر مارثا المراهقة الأخرى وتُطلق النار على يوناس وتقتله. |                            |                |                            |                    |
| 6 | «الضوء و الظل»             | باران بو اودار | يانتيه فريز ومارك أو. سينج | 27 يونيو 2020      |
| في عام 2020، يذهب كلوديا ويوناس - اللذان يبدو أنهما لا يزالان على قيد الحياة - إلى محطة الطاقة المهجورة ويجدان جسيم الإله في حالة خمول. تقنع كلوديا يوناس بمساعدتها في استعادته. في عام 2052، في عالم إيفا، تشرح إيفا لمارثا الشابة التي قتلت يوناس للتو أن موت مارثا في عالم آدم هو النقطة التي يتداخل فيها الواقعان المتوازيان في التشابك الكمي: حيث في أحد السيناريوهات، تنقذ مارثا البديلة يوناس من نهاية العالم؛ وفي السيناريو الآخر، ينجو يوناس بمفرده، ويصبح في النهاية آدم. تسافر مارثا الشابة من عالم إيفا إلى يوم نهاية العالم. لعدم تمكنها من الوصول إلى ألكسندر، تهرع هي وبارتوش إلى محطة الطاقة، لكن يعترض طريقهما ماغنوس وفرانزيسكا البالغان من عالم آدم، ويرسلان مارثا في مهمتها لإنقاذ يوناس. يلتقي بارتوش بشخصيته الناضجة، بعد أن أرسلته إيفا برفقة أتباع إريت لوكس ( فليكن هناك ضوء، نظير عالمها لعالم سيك موندوس). يسافر المجهولون إلى عام 1986 في كلا العالمين لإطلاق نفايات مشعة في محطة الطاقة - مما يؤدي في النهاية إلى ثقب دودي ونهاية العالم. يفتح ألكسندر وشارلوت براميل محطة الطاقة، مما يؤدي إلى نهاية العالم في عالم إيفا. في عام 2053، في عالم آدم، يحاول آدم تدمير الأصل بتفعيل جسيم الإله وقت حدوث كلتا الكارثة وإطلاق طاقته على مارثا، مما يؤدي إلى قتلها هي وطفلها إلى الأبد. |                            |                |                            |                    |
| 7 | «ما بين الأزمان»           | باران بو أودار | يانتيه فريز                | 27 يونيو 2020      |
| في أحد سيناريوهات نهاية العالم لعام 2020، تُنقذ مارثا من عالم إيفا يوناس؛ وفي السيناريو الآخر، يُوقفها بارتوش من عالم إيفا. يُعيد مارثا إلى إيفا، التي تُأمرها بقتل يوناس عند وصوله مع مارثا الأخرى. في عام 1890، يلتقي بارتوش بسيلجا، التي أرسلها آدم من عام 2053. وأنجبا طفلين معًا: هانو (نوح) وأغنيس (التي تُؤدي ولادتها إلى وفاة سيلجا). في عام 1911، تصل هانا مع ابنتها سيلجا للإقامة مع يوناس، الذي بدأ يتحوّل إلى آدم. يقتل يوناس هانا ويُرسل سيلجا إلى فيندن ما بعد نهاية العالم. يعمل يوناس وكلوديا بلا جدوى لإعادة تنشيط جسيم الإله حتى عام 2041، وفي تلك المرحلة وُلدت شارلوت لنوح وإليزابيث. تسافر إليزابيث وشارلوت البالغتان من عام 2053 إلى عام 2041، حيث تختطفان الطفلة شارلوت، ويسلمانها إلى تانهاوس. يؤدي بحث نوح عن ابنته إلى انضمامه إلى عالم سيك موندوس على يد آدم عام 1920. تقتل كلوديا نظيرتها من عالم إيفا وتبدأ في انتحال شخصيتها لإيفا، بينما تجمع معلومات عن كلا العالمين. في عام 2052، ترسل كلوديا المسنة يوناس البالغ في مهمته لعام 2019 إلى فيندن. في عام 2053، تفشل محاولة آدم لتدمير الأصل في محو وجوده، مما حيّره. ثم تقابله كلوديا المسنة، التي تخبره أنها تعرف كيفية ترابط العالمين.                                                                                                   |                            |                |                            |                    |
| 8 | «الجنة»                    | باران بو أودار | يانتجي فريز                | 27 يونيو 2020      |
| كلوديا - التي استخدمت التشابك الكمي لنهاية العالم للوصول إلى عام 2053 - تشرح لآدم كيف أنهما عالقان في عقدة ثلاثية لا فكاك منها نشأت خارج عالميهما. تُوجِّه كلوديا آدم لمنع الأصل في عالم ثالث أصلي حيث ابتكر إتش. جي. تانهاوس آلة زمن لمنع موت عائلته، مُدمِّرًا عالمه عن غير قصد ومُقسِّمًا إياه إلى عالمي آدم وإيفا. باستخدام التشابك الكمي، يعود آدم إلى نهاية العالم ويأخذ يوناس الصغير إلى عالم إيفا، ويحثه على أخذ مارثا ومنع الأصل. ثم يواجه آدم إيفا، ويرفض قتلها، لصدمتها، وهي تتذكر اكتشافها. تُدرك إيفا أن الحلقة قد انكسرت، فتحتضن آدم. يسافر يوناس ومارثا إلى عالم الأصل عبر ممر الكهف وينجحان في إنقاذ عائلة تانهاوس، وبالتالي محو كلا العالمين من الوجود. الشخصيات الرئيسية الوحيدة المتبقية في عالم الأصل هي تلك التي لم تكن ولادتها نتيجة السفر عبر الزمن. بيتر على علاقة ببرناديت؛ كاتارينا وريجينا، التي لم تُصب بالسرطان، عازبتان؛ وهانا تنتظر مولودًا من شقيق برناديت، توربن فولر، الذي شُفيت عينه. في حفل عشاء، لاحظت هانا معطفًا أصفر اللون في زاوية الغرفة، فشعرت بلحظة من شعور الديجا فو (وهم سبق الرؤية). عندما سُئلت عن اسم طفلها، أجابت هانا بأنها لطالما أحببت اسم "يوناس". |                            |                |                            |                    |

## الإصدار
تم إصدار الموسم الأول من المسلسل في 1 ديسمبر 2017.
تم الإعلان عن الموسم الثاني مع إعلان تشويقي قصير على صفحات فيسبوك الألمانية للمسلسل ونتفليكس في 20 ديسمبر 2017. في 26 أبريل 2019، أُعلن أن الموسم الثاني سيُعرض لأول مرة في 21 يونيو 2019.
في 26 مايو 2020، تم الإعلان عن تاريخ إطلاق الموسم الثالث والأخير في 27 يونيو 2020.

## وصلات إضافية
- دارك على موقع IMDb (الإنجليزية)
- دارك على موقع ميتاكريتيك (الإنجليزية)
- دارك على موقع روتن توميتوز (الإنجليزية)
- دارك على موقع نتفليكس (الإنجليزية)
- دارك على موقع فيلمافينيتي (الإسبانية)
- دارك على موقع كينوبويسك (الروسية)
- دارك على موقع ألو سيني (الفرنسية)
- دارك على موقع قاعدة بيانات الفيلم (الإنجليزية)